# Permische talen

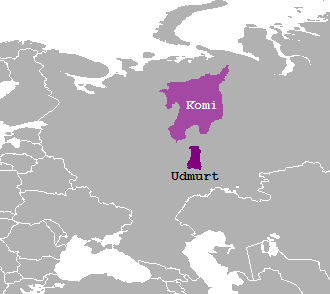
verspreidingsgebied

De Permische talen zijn een groep van de Fins-Oegrische taalfamilie, gesproken in Oedmoertië en in de republiek Komi. Na het  Hongaars leverde deze groep de oudste teksten van de Fins-Oegrische taalfamilie. Een Oud-Permische schriftelijke cultuur bestond vanaf de tweede helft van de 14e eeuw, maar verliep in de 18e eeuw.
De Permische talen zijn:
- - Komi
    - Komi-Permjaaks
    - Zurjeens
    - Komi-Jazva

  - Oedmoerts

Veel wetenschappers beschouwen Komi-Permjaaks, Zurjeens en Komi-Jazva als een enkele taal, omdat het onderscheid voornamelijk bestaat bij de klemtoonregels die bij de drie varianten anders zijn.
Het Permisch heeft zich naar aangenomen ongeveer 2000 v.Chr. van de andere Fins-Oeraalse talen afgesplitst. Het is niet duidelijk of dit gebeurde vóór de splitsing met de Oegrische talen of daarna. Aangezien er zowel in het Oedmoerts als de Komi-varianten ontleningen van het Tsjoevasjisch aanwezig zijn, kan worden aangenomen dat deze ten tijde van het bewind van Wolga-Bulgarije nog een eenheid vormden.